# Isthme de Perekop
L'isthme de Perekop ou Pérécope (en ukrainien : Перекопський перешийок ; en russe : Перекопский перешеек ; en tatar de Crimée : Or boynu) est un isthme, large de cinq à sept kilomètres, qui relie la péninsule de Crimée au continent. Il sépare le Syvach ou « mer Putride » de la baie de Perekop en mer Noire. L'isthme a pris le nom de la forteresse tatare de Perekop (en).
La limite entre la république de Crimée et l'oblast de Kherson passe dans le nord de l'isthme. Les villes d'Armiansk et Krasnoperekopsk sont situées sur l'isthme. Le canal de Crimée du Nord traverse l'isthme et approvisionne la Crimée en eau du Dnipro.

## Histoire
L'isthme de Perekop est le seul point de passage continental vers la Crimée, et donc une zone stratégique. Les Grecs pontiques et les Tatars de Crimée avaient fortifié l'endroit, qui devient au XVe siècle une colonie de la république de Gênes. En 1783, elle est acquise à l'empire russe avec le reste de la Crimée.
En novembre 1920, durant la guerre civile russe, l'armée rouge attaqua la Crimée sous contrôle des troupes de Wrangel au niveau de l'isthme. 140 000 civils durent fuir, principalement vers Istanbul. Cet événement est raconté dans le film soviétique de 1968 Deux Copains de régiment (Служили два товарища).
Pendant la Seconde Guerre mondiale, les troupes allemandes et hongroises du général Manstein envahissent la Crimée en passant par l'isthme. Le 9 mai 1944, l'Armée rouge reprend le contrôle de la Crimée.
En 1954, l'endroit est transféré de la Russie à l'Ukraine avec l'ensemble de la Crimée, puis annexé unilatéralement à la Russie lors de la crise de Crimée en 2014, situation contestée par l’Ukraine et un grand nombre de pays.